# Wereldbeker schaatsen 2017/2018
De Wereldbeker schaatsen 2017/2018 (officieel: ISU World Cup Speed Skating 2017/18) is een internationale schaatscompetitie verspreid over het gehele schaatsseizoen 2017-2018. De wereldbeker schaatsen wordt georganiseerd door de Internationale Schaatsunie (ISU).
Er waren dit seizoen zes wereldbekerweekenden, evenveel als het voorgaande jaar. De eerste wedstrijd vond plaats van 10 t/m 12 november 2017 in Heerenveen en de finale was van 17 t/m 18 maart 2018 in Minsk.
Tijdens de wereldbeker 5 in Erfurt kon plaatsing worden afgedongen voor de wereldkampioenschappen schaatsen allround 2018 en de wereldkampioenschappen schaatsen sprint 2018. Voor de massastart zal, indien nodig vanwege het aantal inschrijvingen, een systeem met halve finales en een finale worden gebruikt.
In de eerste vier wereldbekerwedstrijden werden de startquota voor de Olympische Winterspelen 2018 en tevens voor de Europese landen kwalificatie voor de Europese kampioenschappen schaatsen 2018, het Europees kampioenschap wordt voor de eerste maal gehouden als afstandenkampioenschap.

## Kalender
| Plaats         | Datum               | 500m | 1000m | 1500m | 3k/5k | 5k/10k | Massastart | Teamsprint | Achtervolging | Details           |
| -------------- | ------------------- | ---- | ----- | ----- | ----- | ------ | ---------- | ---------- | ------------- | ----------------- |
| Heerenveen     | 10–12 november 2017 | 2x   | 1x    | 1x    | 1x    |        | 1x         | 1x         | 1x            | Wereldbeker 1     |
| Stavanger      | 17–19 november 2017 | 2x   | 1x    | 1x    |       | 1x     |            | 1x         |               | Wereldbeker 2     |
| Calgary        | 1–3 december 2017   | 1x   | 1x    | 1x    | 1x    |        | 1x         | 1x         | 1x            | Wereldbeker 3     |
| Salt Lake City | 8–10 december 2017  | 2x   | 1x    | 1x    | 1x    |        | 1x         |            | 1x            | Wereldbeker 4     |
| Erfurt         | 19–21 januari 2018  | 2x   | 2x    | 1x    | 1x    |        |            |            |               | Wereldbeker 5     |
| Minsk          | 17–18 maart 2018    | 2x   | 1x    | 1x    | 1x    |        | 1x         | 1x         | 1x            | Wereldbekerfinale |
| Totaal         | Totaal              | 11x  | 7x    | 6x    | 5x    | 1x     | 4x         | 4x         | 4x            |                   |

## Eindpodia

### Mannen
| Afstand         | 1e                          | 2e                          | 3e                    |
| --------------- | --------------------------- | --------------------------- | --------------------- |
| 500 m           | Håvard Holmefjord Lorentzen | Hein Otterspeer             | Ronald Mulder         |
| 1000 m          | Kjeld Nuis                  | Håvard Holmefjord Lorentzen | Kai Verbij            |
| 1500 m          | Denis Joeskov               | Sverre Lunde Pedersen       | Thomas Krol           |
| 5&10 km         | Ted-Jan Bloemen             | Sverre Lunde Pedersen       | Sven Kramer           |
| Massastart      | Bart Swings                 | Andrea Giovannini           | Lee Seung-hoon        |
| Sprint          | Håvard Holmefjord Lorentzen | Nico Ihle                   | Mika Poutala          |
| Allround        | Sverre Lunde Pedersen       | Marcel Bosker               | Bart Swings           |
| Teamsprint      | Noorwegen                   | Rusland                     | Canada                |
| Achtervolging   | Noorwegen                   | Italië                      | Japan                 |
|                 |                             |                             |                       |
| Grand World Cup | Håvard Holmefjord Lorentzen | Denis Joeskov               | Sverre Lunde Pedersen |

### Vrouwen
| Afstand         | 1e                     | 2e                 | 3e                  |
| --------------- | ---------------------- | ------------------ | ------------------- |
| 500 m           | Vanessa Herzog         | Karolína Erbanová  | Angelina Golikova   |
| 1000 m          | Jekaterina Sjichova    | Marrit Leenstra    | Hege Bøkko          |
| 1500 m          | Miho Takagi            | Marrit Leenstra    | Jekaterina Sjichova |
| 3&5 km          | Antoinette de Jong     | Ivanie Blondin     | Natalja Voronina    |
| Massastart      | Francesca Lollobrigida | Ayano Sato         | Ivanie Blondin      |
| Sprint          | Vanessa Herzog         | Karolína Erbanová  | Jorien ter Mors     |
| Allround        | Ivanie Blondin         | Antoinette de Jong | Martina Sáblíková   |
| Teamsprint      | Rusland                | Noorwegen          | Nederland           |
| Achtervolging   | Japan                  | Duitsland          | Nederland           |
|                 |                        |                    |                     |
| Grand World Cup | Miho Takagi            | Marrit Leenstra    | Nao Kodaira         |

## Deelnamequota
Op basis van het aantal schaatsers in de top van het voorafgaande seizoen 2016/2017, mochten de volgende landen onderstaand aantal deelnemers inschrijven per afstand, mits deze aan de limiet op die afstand had voldaan. Alle andere ISU-leden (landen met federaties in de ijs-/schaatssport die zijn aangesloten bij de ISU) mochten per afstand één deelnemer inschrijven (twee voor Erfurt), mits voldaan aan de limiet(en). Voor de massastart geldt altijd een maximum van twee schaatsers per land; het organiserende land mag altijd op alle afstanden met het maximum aantal schaatsers starten.
Voor de wedstrijd in Erfurt geldt een soepele regeling omdat het ook de plaatsingswedstrijd voor de WK sprint en WK allround is, voor de sprintafstanden (500m en 1000m) meter geldt het hoogste quotum van beide afstanden plus één en voor de allroundafstanden (1500m en 3000m c.q. 5000m) geldt ook het hoogste quotum van beide afstanden plus één; allebei met nog steeds het maximum van vijf deelnemers per land. Voor de wereldbekerfinale geldt een strengere procedure, daar mogen alleen de beste schaatsers van de eerdere vijf wedstrijden aan meedoen.
|                  | Mannen | Mannen | Mannen | Mannen | Vrouwen | Vrouwen | Vrouwen | Vrouwen |
| Land             | 500m   | 1000m  | 1500m  | 5/10km | 500m    | 1000m   | 1500m   | 3/5km   |
| ---------------- | ------ | ------ | ------ | ------ | ------- | ------- | ------- | ------- |
| Australië        | 2      | 2      | 1      | 1      | 1       | 1       | 1       | 1       |
| België           | 1      | 1      | 2      | 2      | 1       | 1       | 1       | 2       |
| Canada           | 5      | 4      | 4      | 3      | 4       | 4       | 4       | 4       |
| China            | 2      | 2      | 1      | 1      | 5       | 4       | 4       | 3       |
| Chinees Taipei   | 2      | 1      | 1      | 1      | 1       | 1       | 1       | 1       |
| Denemarken       | 1      | 1      | 1      | 2      | 1       | 1       | 1       | 1       |
| Duitsland        | 2      | 4      | 2      | 3      | 2       | 4       | 4       | 4       |
| Finland          | 3      | 2      | 1      | 1      | 1       | 1       | 1       | 1       |
| Frankrijk        | 1      | 1      | 2      | 2      | 1       | 1       | 1       | 1       |
| Italië           | 3      | 3      | 3      | 4      | 2       | 1       | 2       | 2       |
| Japan            | 5      | 4      | 4      | 3      | 5       | 5       | 4       | 5       |
| Kazachstan       | 2      | 2      | 1      | 2      | 2       | 2       | 1       | 1       |
| Nederland        | 5      | 5      | 5      | 5      | 5       | 5       | 5       | 5       |
| Nieuw-Zeeland    | 1      | 1      | 2      | 3      | 1       | 1       | 1       | 1       |
| Noorwegen        | 3      | 3      | 4      | 4      | 3       | 3       | 3       | 2       |
| Oostenrijk       | 1      | 1      | 1      | 2      | 2       | 2       | 2       | 1       |
| Polen            | 4      | 4      | 4      | 2      | 1       | 2       | 4       | 5       |
| Rusland          | 5      | 4      | 5      | 4      | 4       | 5       | 5       | 4       |
| Tsjechië         | 1      | 1      | 1      | 2      | 2       | 3       | 3       | 3       |
| Verenigde Staten | 2      | 5      | 4      | 1      | 4       | 4       | 3       | 2       |
| Wit-Rusland      | 1      | 1      | 1      | 1      | 1       | 1       | 2       | 2       |
| Zuid-Korea       | 4      | 4      | 3      | 2      | 4       | 3       | 2       | 2       |
| Zweden           | 1      | 1      | 2      | 2      | 1       | 1       | 1       | 1       |
| Zwitserland      | 1      | 1      | 1      | 2      | 1       | 1       | 1       | 1       |

## Limiettijden
Om te mogen starten in de wereldbeker schaatsen 2017/2018 moesten de schaatsers na 1 juli 2016 aan de volgende limiettijden hebben voldaan. Voor deelname aan de ploegenachtervolging, teamsprint of massastart volstond het rijden van een van deze limiettijden (om het even welke). Om tegemoet te komen aan de bezwaren van de kleine schaatslanden voor wie de reis naar Salt Lake City, Calgary of Ürümqi (de drie in potentie snelste banen in de wereld) vaak een zware grote financiële last is, was er sinds enige jaren een aparte (minder strenge) limiet opgenomen voor overige schaatsbanen.
| Geslacht | 500m  | 1000m   | 1500m   | 3000m   | 5000m                         | 10.000m                        |
| -------- | ----- | ------- | ------- | ------- | ----------------------------- | ------------------------------ |
| Mannen   | 36,20 | 1.11,90 | 1.51,00 | -       | 6.48,00                       | 13.40,00 of 6.35,00 op de 5 km |
| Vrouwen  | 40,00 | 1.20,00 | 2.03,00 | 4.24,00 | 7.25,00 of 4.15,00 op de 3 km | -                              |

| Geslacht | 500m  | 1000m   | 1500m   | 3000m   | 5000m                         | 10.000m                        |
| -------- | ----- | ------- | ------- | ------- | ----------------------------- | ------------------------------ |
| Mannen   | 36,60 | 1.12,80 | 1.52,50 | -       | 6.52,00                       | 13.50,00 of 6.40,00 op de 5 km |
| Vrouwen  | 40,50 | 1.21,00 | 2.05,00 | 4.28,00 | 7.32,00 of 4.20,00 op de 3 km | -                              |

Voor de ploegenachtervolging en massastart mocht één schaatser worden ingeschreven die niet aan een van bovenstaande kwalificatietijden had voldaan, voor deze schaatsers geldt een versoepelde limiet van  (mannen) of  (vrouwen) op de 1500 meter. Schaatsers die voldaan hebben aan de limiet voor een van de beide sprintafstanden (500m óf 1000m) mogen ook op de andere sprintafstand starten en datzelfde geldt voor de allroundafstanden (1500m en 3000m c.q. 5000m mannen); dit met een maximum van één uitzondering per land per afstand.